# Zach Steffey
Zach Burdett Steffey ist ein US-amerikanischer Schauspieler.

## Leben
Erste Erfahrungen als Schauspieler sammelte Steffey als Teil des Schultheaters. Er spricht fließend Spanisch. Er erhielt seine Ausbildung zum Schauspieler durch mehrere Workshops. Im Theater Indian Creek spielte er unter anderen in den William-Shakespeare-Stücken Midsummer’s Nights Dream oder Othello mit. Anfang der 2010er Jahre sammelte er erste Erfahrungen durch Episodenrollen in verschiedenen Fernsehdokuserien wie Verflucht – Übersinnlich und unerklärlich, Tattoo Nightmares, Mörderische Affären oder Evil Twins – Böse Zwillinge. 2014 zog er nach Los Angeles. Im selben Jahr spielte er in einer Episode der Fernsehserie House of Cards mit. 2017 war er im Actionfilm Air Speed – Fast and Ferocious in der Rolle des Benji zu sehen. 2021 spielte er im Film A Town Called Purgatory die größere Rolle des Ezera Beckett.

## Filmografie (Auswahl)
- 2011: Stolen Voices, Buried Secrets (Fernsehdokuserie, Episode 2x02)
- 2012: SoulMate: True Evil Never Dies
- 2012: Nightmare Next Door (Fernsehdokuserie, Episode 2x22)
- 2012: Confab (Fernsehserie, Episode 1x07)
- 2012: Verflucht – Übersinnlich und unerklärlich (A Haunting, Fernsehdokuserie, Episode 5x01)
- 2012: Tattoo Nightmares (Fernsehserie)
- 2012: Mörderische Affären (Deadly Affairs, Fernsehdokuserie, Episode 1x07)
- 2012: Vampires: Rise of the Fallen
- 2012: The Touchstone
- 2012: I Love College (Fernsehserie)
- 2013: Evil Twins – Böse Zwillinge (Evil Twins, Fernsehdokuserie, Episode 1x04)
- 2013: Fractured Legacy (Kurzfilm)
- 2013: Awesome Movie
- 2013: Southern Fried Homicide (Fernsehdokuserie, Episode 1x01)
- 2013: Killer-Paare – Tödliches Verlangen (Wicked Attraction, Fernsehdokuserie, Episode 6x13)
- 2013: When Ghosts Attack (Fernsehdokuserie, Episode 1x02)
- 2014: To Have and to Hold
- 2014: House of Cards (Fernsehserie, Episode 2x07)
- 2014: Stronger (Kurzfilm)
- 2014: Happily Never After (Fernsehdokuserie, Episode 3x03)
- 2017: Alaska: Ice Cold Killers (Fernsehdokuserie, Episode 5x02)
- 2017: Air Speed – Fast and Ferocious (The Fast and the Fierce)
- 2017: A Grunt's Life (Fernsehserie)
- 2017: Mindhunter (Fernsehserie, Episode 1x01)
- 2017: Gone Away (Kurzfilm)
- 2019: Bill Tilghman and the Outlaws
- 2019: A Grunt's Life
- 2020: Miranda Veil
- 2021: A Town Called Purgatory
- 2022: AWESOME Movie Remastered

## Theater (Auswahl)
- Midsummer’s Nights Dream, Indian Creek
- Music Man, Indian Creek
- Annie Get Your Gun, Indian Creek
- Othello, Indian Creek